# مرکز اسناد و کتابخانه ملی منطقه غرب کشور
مرکز اسناد و کتابخانه ملی منطقه غرب کشور شعبه‌ای از سازمان اسناد و کتابخانه ملی ایران در استان‌های غربی ایران است که به عنوان آرشیو و مرکز اسناد غرب ایران فعالیت می‌کند.

## تاریخچه
مرکز اسناد و کتابخانهٔ ملی منطقهٔ غرب کشور در شهریور ۱۳۷۱ در شهر همدان تأسیس شد. این مرکز برای جمع‌آوری و نگهداری اسناد تاریخی استان‌های کرمانشاه، ایلام، کردستان، لرستان و همدان برنامه‌ریزی و راه‌اندازی شده‌است.

## موقعیت مرکز
مرکز اسناد و کتابخانهٔ ملی منطقهٔ غرب کشور در شهر همدان، میدان جهاد، خیابان میرزاده عشقی، ابتدای خیابان رکنی قرار دارد.

## ساختمان مرکز
ساختمان مرکز اسناد و کتابخانهٔ ملی غرب کشور به سیستم هوشمند اعلان و اطفای حریق هوشمند آدرس‌پذیر مجهز است.

## وظایف
- ارزشیابی اسناد
- فهرست نویسی
- اطلاع رسانی و پژوهش
- تاریخ شفاهی
- کتابخانه
- فناوری اطلاعات[۲]

## نگهداری از اسناد
در مرکز اسناد غرب کشور مجموعه‌های خطی بسیاری وجود دارند که ضمن ارسال به کتابخانه ملی ایران در تهران، تحت عملیات آزمایشگاهی و میکروب‌زدایی قرار گرفته‌اند تا از سرعت نابودی آن‌ها کاسته شود. این مرکز اقدام برای آفت‌زدایی، انجام عملیات آزمایشگاهی، مرمت، نگهداری اصولی در مخازن تحت کنترل میکروبی، دیجیتال‌سازی و اطلاع‌رسانی اسناد را بر عهده دارد.

## اسناد اهدایی و مجموعه‌ها
برخی از آثار، تصاویر و اسناد محمدهادی تالهی به مرکز اسناد غرب کشور اهدا شد. همچنین منابع آرشیوی هلال احمر همدان از قبیل فیلم، صوت، عکس، گزارش های سالانه و فصلی، گزارش برگزاری برنامه های ملی و منطقه ای و مجموعه مکاتبات مربوط به حوادث طبیعی به مرکز اسناد غرب کشور منتقل شده‌است. مرکز اسناد غرب کشور با اعزام کارشناسان خود بایگانی راکد تمامی ادارات دولتی ۵ استان بزرگ غرب کشور را مورد ارزشیابی قرار می‌دهد. این اسناد پس از ارزشیابی غربال شده و اسناد دارای ارزش نگهداری، پس از انتقال، تحت اقدامات تخصصی و آسیب‌زدایی قرار گرفته و اطلاعات آنها وارد سیستم یکپارچه «رسا» می‌شود. علاوه بر این‌ها نمونهٔ کتب منتشرشده از سوی ناشران استان‌چای غرب کشور، و نیز پایان‌نامه‌های مقطع کارشناسی ارشد و دکترا، نشریات و منابع غیر کتابی در این ۵ استان در مرکز اسناد غرب کشور آرشیو و نگهداری می‌شود.

## تاریخ شفاهی
مرکز اسناد غرب کشور فعالیت‌هایی را برای ثبت تاریخ شفاهی همدان و دیگر استان‌های غرب کشور انجام داده‌است. از جملهٔ آن‌چا می‌توان به ثبت تاریخ شفاهی تاریخ پست، تلگراف و تلفن استان همدان اشاره کرد. همچنین در رابطه با رخداد قیام دانش‌آموزان شهر همدان در ۳۰ مهر ۱۳۵۷ در اعتراض به حکومت پهلوی نیز با برخی از حاضران در آن اعتراضات مصاحبه شده و به صورت کتاب منتشر شده‌است. گردآوری تاریخچهٔ دانشگاه‌های استان همدان از دیکر فعالیت‌های این مرکز بوده‌است. در راستای این فعالیت‌ها تاکنون با ۲۷۷ نفر از شخصیت‌های مطرح ۵ استان غرب ایران مصاحبهٔ تاریخ شفاهی انجام شده‌است.

## چاپ کتاب
مرکز اسناد غرب کشور نتایج تحقیقات تاریخ شفاهی را به صورت کتاب گردآوری و منتشر می‌کند. در سال ۱۳۹۶ سه عنوان کتاب با عناوین «در پرتگاه حادثه» زندگینامه و خاطرات علی‌اکبر اعتماد، «فرهنگ عامیانه مردم همدان» به روایت میرزا علی‌اکبر محمدی وثاق و «گردش تصویر» شامل زندگی‌نامه و خاطرات مسعود جعفری جوزانی منتشر شده‌است.